# Rosa Nocturna
Rosa Nocturna je brněnská kapela hrající melodický symphonic-power metal s folkovými prvky.

## Biografie
Kapela Rosa Nocturna byla založena v roce 2007. Od té doby vydala 4 alba, 4 singly a participovala na mezinárodním kompilačním CD Spectrum, které organizoval Tom Hess. Dále vydala 6 videoklipů, hraných či kreslených. Na své propagaci začala více pracovat vydáním alba Zapomenuté příběhy v roce 2016, kdy si ujasnila svůj cíl stát se aktivní kapelou.[zdroj?]
Kapela má 4 stálé členy. Principála, kytaristu a skladatele Tondy Bučka, kytaristu Petra Vosynka, basáka Davida Koudely a bubeníka Dana Havránka. Dále dlouhodobě spolupracující hlavní zpěvačku Viktorii Surmovou (Surma) a nově další 2 zpěvačky a jednoho zpěváka, kteří dle svých možností s kapelou úzce spolupracují. Na svých albech však Rosa Nocturna dává prostor i dalším muzikantům.[zdroj?]
V roce 2017 kapela vydala album Za hradbami času, které získalo v recenzích kladné ohlasy.
Dalším počinem kapely je historicko-romantický videoklip k písni O lásce, o válce a o krvi z alba Za hradbami času. V tomto videoklipu ztvárnil jednu z hlavních rolí frontman kapely Týr – Heri Joensen. Klip se natáčel mimo jiné na hradě Veveří nebo ve Skanzenu ve Strážnici a vystupovali v něm i uniformovaní vojáci z napoleonských válek.[zdroj?]
Dne 11. listopadu 2020 Rosa Nocturna vydala čtvrté řadové album, Andělé a bestie. Kapela oznámila, že plánuje vydat celé toto album i v anglické verzi. K albu vyšly dva singly. První Lykantropie byla vydána zároveň s anglickou verzí Skinchangers. Druhý singl Světlonoš vyšel 1. září 2020 v podobě videoklipu.[zdroj?]

### Texty
V textech se kapela zaobírá problematikou vnímání dobra a zla, kterou prezentuje mimo jiné na příkladech mytologických či stereotypně vnímaných postav a bytostí.

## Diskografie
- V tmách (2010)
- Zapomenuté příběhy (2016)
- Za hradbami času (2017)
- Andělé a bestie (2020)

## Videoklipy
- Andělé (Live) (2015)
- Fennel bride (Lyric video) (2016)
- Vím co jsi zač (Lyric video) (2017)
- Alegorie smrti (Music video) (2018)
- Krkavci (Music video) (2018)
- O lásce, o válce a o krvi (Music video) (2019)
- Světlonoš (Sand art, music video) (2020)